# Bergl (Gemeinde Riegersburg)
Bergl ist ein Ort, der zum Gemeindegebiet der Marktgemeinde Riegersburg gehört und sich im Bezirk Südoststeiermark in Österreich befindet. Die Ortschaft hat 287 Einwohner (Stand 1. Jänner 2024).

## Geografie
Die Ortschaft liegt ca. 140 km südlich der österreichischen Hauptstadt Wien. Im Süden des Ortes befindet sich Feldbach, südöstlich liegt Fehring. Der Gemeindehauptort Riegersburg befindet sich ca. 1,4 km nördlich von Bergl.
Am 1. April 2020 umfasste der Ort 112 Adressen.

## Geschichte
Laut Adressbuch von Österreich waren im Jahr 1938 in Bergl zwei Gastwirte, ein Schuster, ein Tischler, ein Viehhändler und einige Landwirte ansässig.

## Kultur und Sehenswürdigkeiten
- In Bergl ist die zotter Schokoladen Manufaktur ansässig.